# Скороход, Валерий Владимирович
Валерий Владимирович Скороход (28 июля 1934 — 1 июля 2017) — советский и украинский учёный в области материаловедения и порошковой металлургии, академик Национальной академии наук Украины (1990), заслуженный деятель науки и техники Украины (1995), заместитель председателя совета Государственного фонда фундаментальных исследований.

## Биографические сведения
В 1956 г. — окончил Киевский политехнический институт.
Научная и организационная деятельность тесно связана с Институтом проблем материаловедения им. И. М. Францевича НАН Украины.
С 1966 года — заведующий отделом физико-химических основ технологии порошковых материалов.
В 1976—2002 гг. — заместитель директора.
С 18.05.1990 — Академик НАН Украины по специальности: материаловедение, порошковая металлургия.
С 2002 г. — директор Института проблем материаловедения им. И. М. Францевича НАН Украины.
Руководство институтом в значительной степени способствовало превращению научно-исследовательского учреждения в известный центр современного материаловедения.
Скончался 1 июля 2017 года. Похоронен на Байковом кладбище.
Брат математика Анатолия Владимировича Скорохода.

## Научные исследования
Научные исследования посвящены теоретическому описанию физических и реологических свойств порошковых гетерогенных материалов с учётом их реальной структуры, основанные на последних достижениях физики металлов и механики деформирования твердого тела. Подход к разработке материалов для новейшей техники базируется на глубоком понимании физических явлений и их точном количественном описании.
Скороход построил феноменологическую теорию деформирования пористых материалов, развил четкие представления о спекания как реологический процесс, связанный с механизмом сверхпластической и диффузионно-вязкой текучести.
Разработал методы расчета физико-механических свойств многофазных изотропных и изотропного твердых тел.
Теоретические исследования создали возможность разработать определяющие технологические принципы «структурной инженерии» спеченных материалов — сквозного управления их структурой и физико-механическими свойствами.

## Издательская и научно-организационная деятельность
Главный редактор международного научно-технического журнала «Порошковая металлургия»,
Член редколлегии сборника научных трудов «Наносистемы, наноматериалы, нанотехнологии».
Один из инициаторов введения в НАН Украины двух целевых комплексных программ научных исследований «Наноструктурные системы, наноматериалы, нанотехнологии» и «Фундаментальные проблемы водородной энергетики».

## Награды
- Заслуженный деятель науки и техники Украины (1995)
- Медаль Вернадского (2016)

Лауреат премий:
- Премия имени И. М. Францевича (1991)
- Премия имени Я. И. Френкеля
- Премии Международного института спекания им. Г. В. Самсонова
- Государственная премия УССР в области науки и техники (1987)

Государственные награды:
- Орден «Знак Почёта» (1984)
- Орден князя Ярослава Мудрого V ст. (11.2003)
- Орден князя Ярослава Мудрого IV ст. (11.2008)